# Edsbruks IF
Edsbruks Idrottsförening, förkortat EBIF, är en svensk idrottsförening grundad 1921.

## Kända idrottare med anknytning till föreningen
- Daniel Mobaeck, fotbollsspelare

### Fotnoter
1. ↑  ”Edsbruks IF”. Svensk fotboll. Arkiverad från originalet den 11 november 2013. https://web.archive.org/web/20131111074700/http://svenskfotboll.se/cuper-och-serier/information/?fsid=106&feid=9159. Läst 11 november 2013.